# Dear White People (film)
Cet article concerne le film sorti en 2014. Pour la série télévisée de Netflix, voir Dear White People (série télévisée).
Pour plus de détails, voir Fiche technique et Distribution.
Dear White People est un film satirique américain écrit et réalisé par Justin Simien, sorti en 2014.
Il a été présenté en compétition au festival du film de Sundance 2014 où il a remporté le prix spécial du jury des films américains.

## Synopsis
L'histoire de quatre étudiants Afro-Américains des universités de l'Ivy League où des émeutes éclatent après une soirée « Afro-Américaine » organisée par des étudiants blancs.

## Fiche technique
- Titre original et français : Dear White People
- Réalisation : Justin Simien
- Scénario : Justin Simien
- Musique : Kathryn Bostic
- Photographie : Topher Osborn
- Montage : Phillip J. Bartell
- Production : Effie Brown, Ann Le, Julia Lebedev, Angel Lopez, Lena Waithe et Justin Simien
- Sociétés de production : Duly Noted, Homegrown Pictures et Code Red Films
- Sociétés de distribution : Lionsgate (États-Unis)
- Pays d'origine :  États-Unis
- Langue originale : anglais
- Durée : 108 minutes
- Genre : Comédie dramatique
- Dates de sortie[1] :
  - États-Unis : 18 janvier 2014 (festival du film de Sundance 2014) ; 17 octobre 2014 (sortie nationale)
  - France : 25 mars 2015

## Distribution
- Tyler James Williams (VF : Jean-Michel Vaubien) : Lionel Higgins

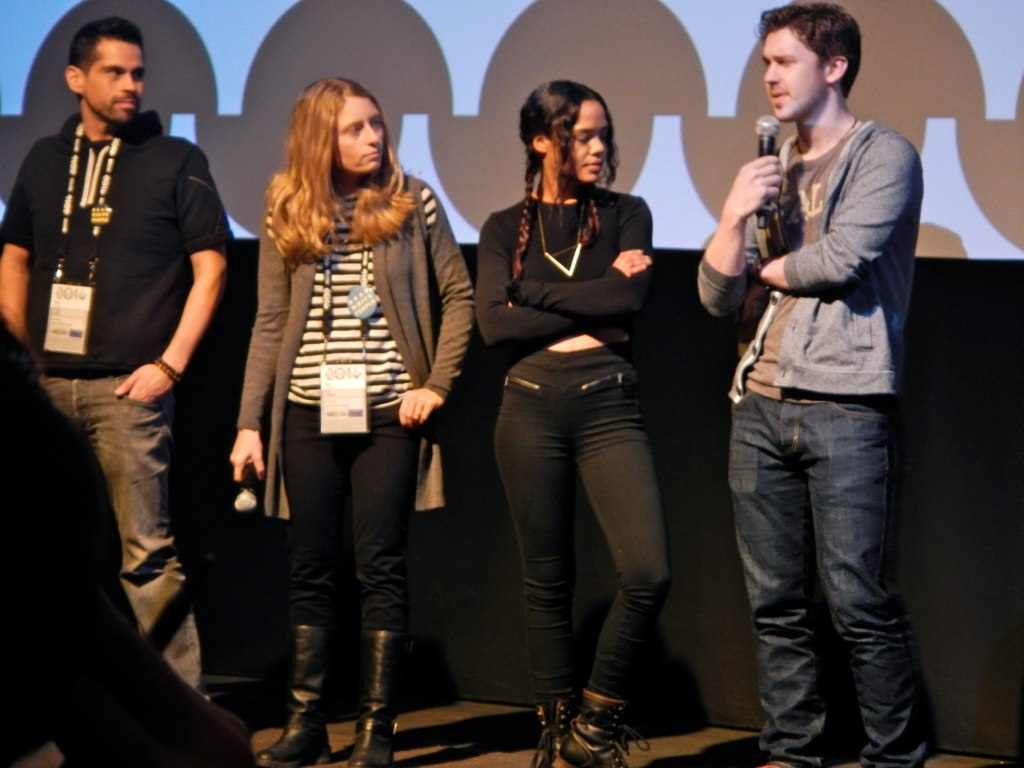
Les acteurs Angel Lopez, Ann Le, Tessa Thompson et Justin Dobies, au Festival de Sundance 2014.

- Tessa Thompson (VF : Chantal Baroin) : Samantha « Sam » White
- Kyle Gallner (VF : Brice Ournac) : Kurt Fletcher
- Teyonah Parris (VF : Sylvie Jacob) : Colandrea « Coco » Conners
- Brandon P Bell (VF : Daniel Lobé) : Troy Fairbanks
- Brittany Curran (VF : Claire Baradat) : Sophia Fletcher
- Justin Dobies (VF : Franck Lorrain) : Gabe
- Marque Richardson (VF : Diouc Koma) : Reggie
- Malcolm Barrett (VF : Thierry Desroses) : Helmut West
- Dennis Haysbert (VF : Paul Borne) : Dean Fairbanks
- Peter Syvertsen (VF : Pierre Laurent) : le président Hutchinson
- Brandon Alter (VF : Benoît DuPac) : George
- Kate Gaulke : Annie
- Brian James : Martin
- Keith Myers (VF : Tristan Petitgirard) : Mitch
- Bryan Daniel Porter : Gordon
- Terry Hempleman (VF : Vincent Ropion) : le professeur Bodkin
- Naomi Ko : Sungmi
- Ashley Blaine Featherson (VF : Vanessa Van-Geneugden) : Curls
- Jemar Michael : Dreads
Version française :
  -  Adaptation des dialogues : Frédéric Alameunière

 Source et légende : version française (VF) sur RS Doublage et selon le carton du doublage français sur le DVD zone 2.

## Distinctions

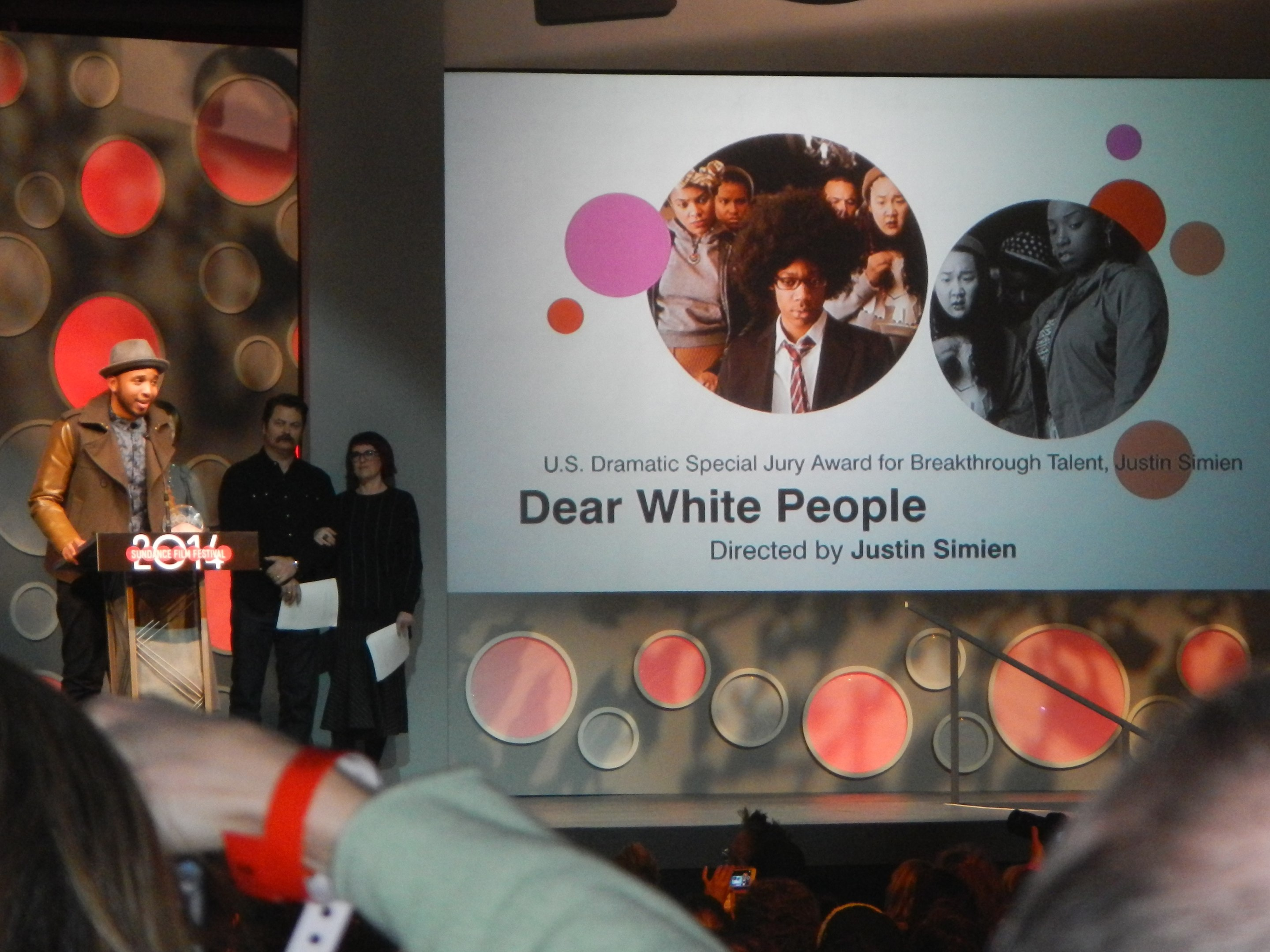
Le réalisateur Justin Simien lors de la présentation du film au festival de Sundance.

### Récompenses
- Festival du film de Sundance 2014 : prix spécial du jury US du meilleur espoir pour Justin Simien[4]
- Festival international du film de Palm Springs 2014 : Directors to Watch pour Justin Simien[5]

- Gotham Awards 2014[6] : meilleur espoir pour Tessa Thompson

### Nominations
- Gotham Awards 2014[6] : meilleur jeune réalisateur pour Justin Simien

- Film Independent's Spirit Awards 2015 :
  - Meilleur premier film
  - Meilleur premier scénario pour Justin Simien